# Casaletto Spartano
Casaletto Spartano je italská obec v provincii Salerno v oblasti Kampánie.
V červenci 2013 zde žilo 1 436 obyvatel.

## Sousední obce
Casalbuono, Caselle in Pittari, Lagonegro (PZ), Morigerati, Rivello (PZ), Sanza, Torraca, Tortorella, Vibonati

## Vývoj počtu obyvatel
Zdroj: 